# Maria Vaes
Maria Vaes (Olmen, 26 maart 1890 – aldaar, 9 februari 1961) was een Belgische kunstschilderes. Ze was een late vertegenwoordigster van de Molse School en werd dan ook opgenomen in de “Molse School”-tentoonstellingen van 1985 (Jakob Smitsmuseum) en 2007 (Museum Kempenland Eindhoven). Ze schilderde voornamelijk natuurgetrouwe Kempense landschappen, boereninterieurs en boerenmensen, maar had ook een voorliefde voor kinderportretten of “kinderkopjes”.
Naast schilderijen maakte Maria Vaes ook etsen. In de periode na de Tweede Wereldoorlog ging ze op bezoek bij familie in Congo, waar haar schilderkunst een meer abstracte toets kreeg en kleurrijker werd.
Maria Vaes groeide op in een gegoede burgerlijke familie, die leefde van hun eigendommen. Ze liep met haar zussen school in het pensionaat in Erps-Kwerps, waar haar artistieke talenten duidelijk werden. Na deze periode in het pensionaat ging Maria in de leer bij Ernest Midy, directeur en leraar van de Molse tekenschool, maar ook privé-leraar.
Ze leefde en werkte in Olmen, maar had ook een atelier in de abdijpoort te Postel. Maria maakte niet actief deel uit van de meer officiële kunstcircuits, maar ging wel op reis naar onder andere Italië en Barbizon (waar de landschapsschilders van de School van Barbizon actief waren in de 19e eeuw) om ook daar te schilderen. Ze onderhield ook goede contacten met onder meer Ernest Midy (ook na haar lessen bij hem), letterkundige Jules Grietens, schilders Dirk Baksteen, Paula Van Rompa-Zenke en het schildersechtpaar Frans Slager - Marie (“Miet”) Van Gilse.

## Tentoonstellingen
- 1911 - Société Royale d’encouragement des Beaux-Arts d’Anvers. Exposition Triennale, Feestzaal Meir 11, Antwerpen

- 1924 - Tentoonstelling Maria Vaes, Feestzaal Meir 11, Antwerpen
- 1928 - Kunsthistorische tentoonstelling “Het oude huisbedrijf in de Kempen”, Geel
- 1934 - Borgerhout
- 1934 - Tentoonstelling Maria Vaes, Zaal De Kempen, Turnhout
- 1937 - Groepstentoonstelling in de abdij van Postel met diverse andere kunstenaars, waaronder Leon Dekoninck, Jules de Sutter, Kallist Fimmers, Hubert Malfait, Broeder Max, Paula Van Rompa-Zenke
- 1952 - Galerie Breckpot, Antwerpen
- 1954 - Galerie Breckpot, Antwerpen
- 1958 - Galerie Breckpot, Antwerpen
- 1990 - retrospectieve in het Jakob Smitsmuseum, Mol
- 1992 - Maria Vaes in de Hoolstmolen, Olmen